# هتل لوتسیا
هتل لوتسیا (انگلیسی: Hôtel Lutetia)واقع در ۴۵ بلوار راسپای، در منطقه سن ژرمن-د-پرز در منطقه ۶ پاریس، یکی از مشهورترین هتل‌های کناره سمت چپ رودخانه سن است که به دلیل معماری و نقش تاریخی اش در زمان اشغال فرانسه توسط آلمان در جنگ جهانی دوم مورد توجه قرار گرفته‌است.

## تاریخچه

### سال‌های آغازین
این هتل در سال ۱۹۱۰ به سبک هنر نو و با طرح‌های معماران لوئی ارل بویو و آنری تاوزن ساخته شد و توسط مجموعه فروشگاه‌های Bon Marché، که روبروی آن رو به میدان بوسیکو قرار دارد، تأسیس شد. هتل لوتسیا در تقاطع بلوار راسپای و خیابان سوره، در مجاورت ایستگاه مترو سوره-بابیلون قرار دارد. نام این هتل به خاطر یک شهر اوایل دوران پیش از روم است در جایی که پاریس در حال حاضر در آن قرار دارد وجود داشته‌است.
میهمانان مشهوری که در طول سالیان متمادی در این هتل بودند عبارتند از:پابلو پیکاسو، شارل دوگل، ماریان اسوالد، آندره ژید، پگی گوگنهایم و ژوزفین بیکر. جیمز جویس بخشی از کتاب اولیس را در این هتل نوشت. داون پاول در پاییز ۱۹۵۰ به مدت سه ماه در این هتل زندگی کرد، در حالی که تنها سفرش به اروپا بود.

### جنگ جهانی دوم
در اواخر دهه ۱۹۳۰، لوتسیا محل تجمع مکرر تبعیدیان آلمانی ضد نازی، از جمله هاینریش مان، ویلی موتزنر و ویلی برانت جوان بود. در تبلیغات آن زمان رژیم نازی، این تبعیدیان به طرز تحقیرآمیزی «جمعیت لوتسیا» نامیده می‌شدند.
جنگ در سپتامبر ۱۹۳۹ آغاز شد و تعداد زیادی از پناهجویان از مناطق درگیری و مکان‌های اشغال شده توسط نیروهای آلمانی به پاریس گریختند. لوتسیا تلاش کرد تا جایی که ممکن است تعداد زیادی را در خود جای دهد. به دلیل شهرتش، مملو از تعدادی هنرمند و نوازنده آواره بود. با این حال، دولت فرانسه در ۱۴ ژوئن ۱۹۴۰ پاریس را تخلیه کرد و آلمانی‌ها وارد شهر شدند و شهر را اشغال کردند. تعدادی از ساکنان لوتسیا فرار کردند. بقیه به اسارت آلمانی‌ها درآمدند. خود هتل توسط آبور (ضد جاسوسی) تصرف شد و برای اسکان، غذا دادن و سرگرمی افسران فرماندهی اشغال مانند آلفرد توپفر و همکار فرانسوی رودی دو مرود استفاده می‌شد.
هنگامی که پاریس در اوت ۱۹۴۴ آزاد شد، هتل توسط نیروهای آلمانی رها شد و توسط نیروهای فرانسوی و آمریکایی تصرف شد. از آن زمان تا پس از پایان جنگ، به عنوان مرکز استرداد اسیران جنگی، آوارگان و عودت کنندگان از اردوگاه‌های کار اجباری آلمان استفاده می‌شد.

### حال حاضر
با بازگشت پاریس به حالت عادی، لوتسیا به عنوان یک هتل مجلل به حالت قبلی خود بازگردانده شد. در سال ۱۹۵۵ توسط خانواده تتنژه خریداری شد. در اواخر دهه ۱۹۸۰، طراح سونیا رایکیل یک بوتیک در ساختمان افتتاح کرد و بر طراحی مجدد بزرگی که برای بازسازی سبک آرت دکو در دهه‌های قبل بود نظارت کرد.
گروه لور تتنژه این هتل را برای سال‌ها به عنوان بخشی از زنجیره هتل‌ها و استراحتگاه‌های کنکورد اداره می‌کرد. پس از فروش تتنژه به گروه استاروود کپیتال در سال ۲۰۰۵، استاروود هتل لوتسیا را در سال ۲۰۱۰ به قیمت ۱۵۰ میلیون یورو به گروه اسرائیلی الروف فروخت. آلروف هتل را در آوریل ۲۰۱۴ برای بازسازی ۱۰۰ میلیون یورویی بست. محتویات ساختمان در حراجی در می ۲۰۱۴ فروخته شد. در ژوئیه ۲۰۱۸، پس از بازسازی ۲۳۴ میلیون دلاری، که توسط گروه هتل‌های ست مدیریت می‌شد، بازگشایی شد.

## نگارخانه

هتل لوتسیا
هتل لوتسیاهتل لوتسیا
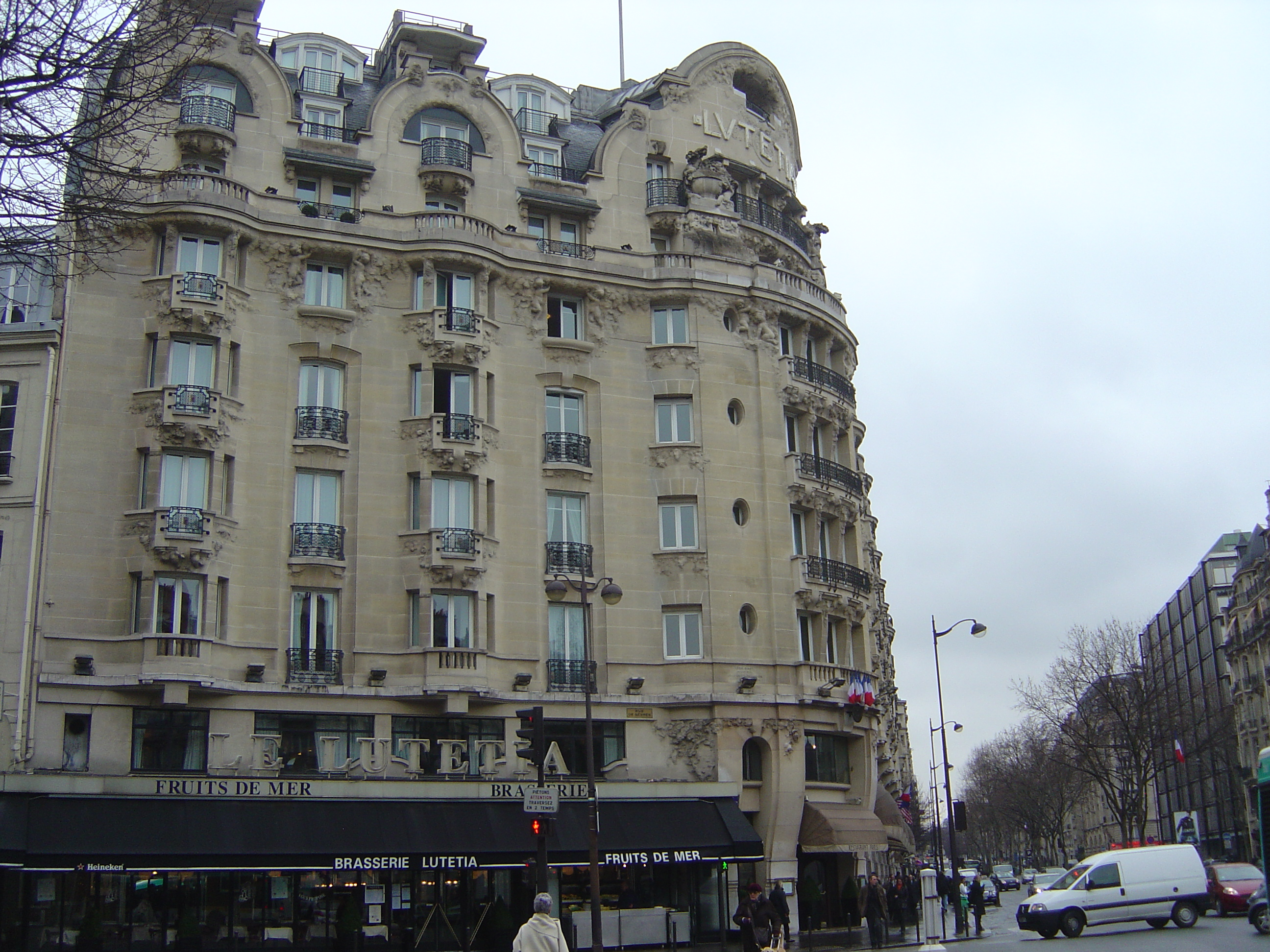
هتل لوتسیا
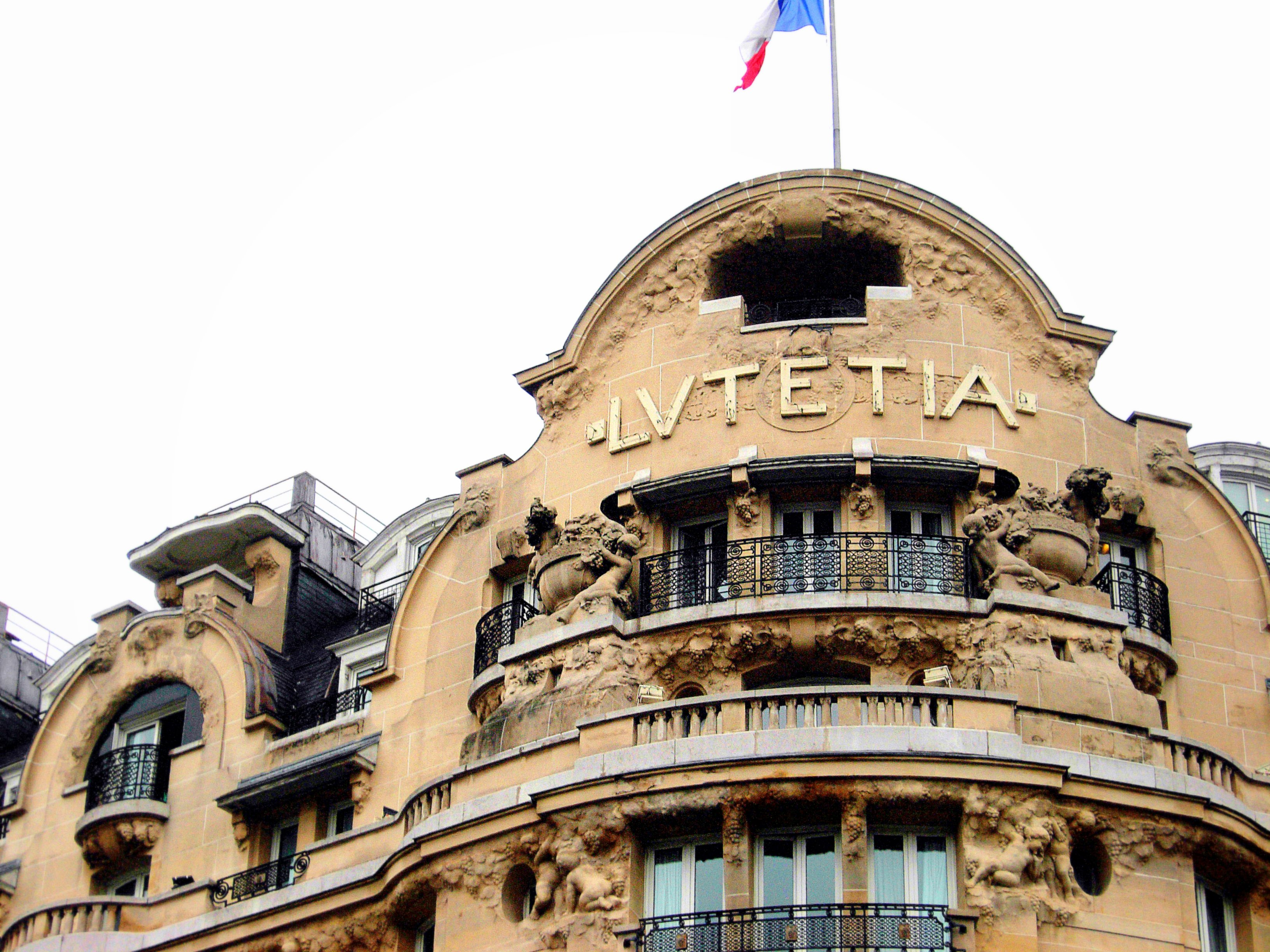
هتل لوتسیا
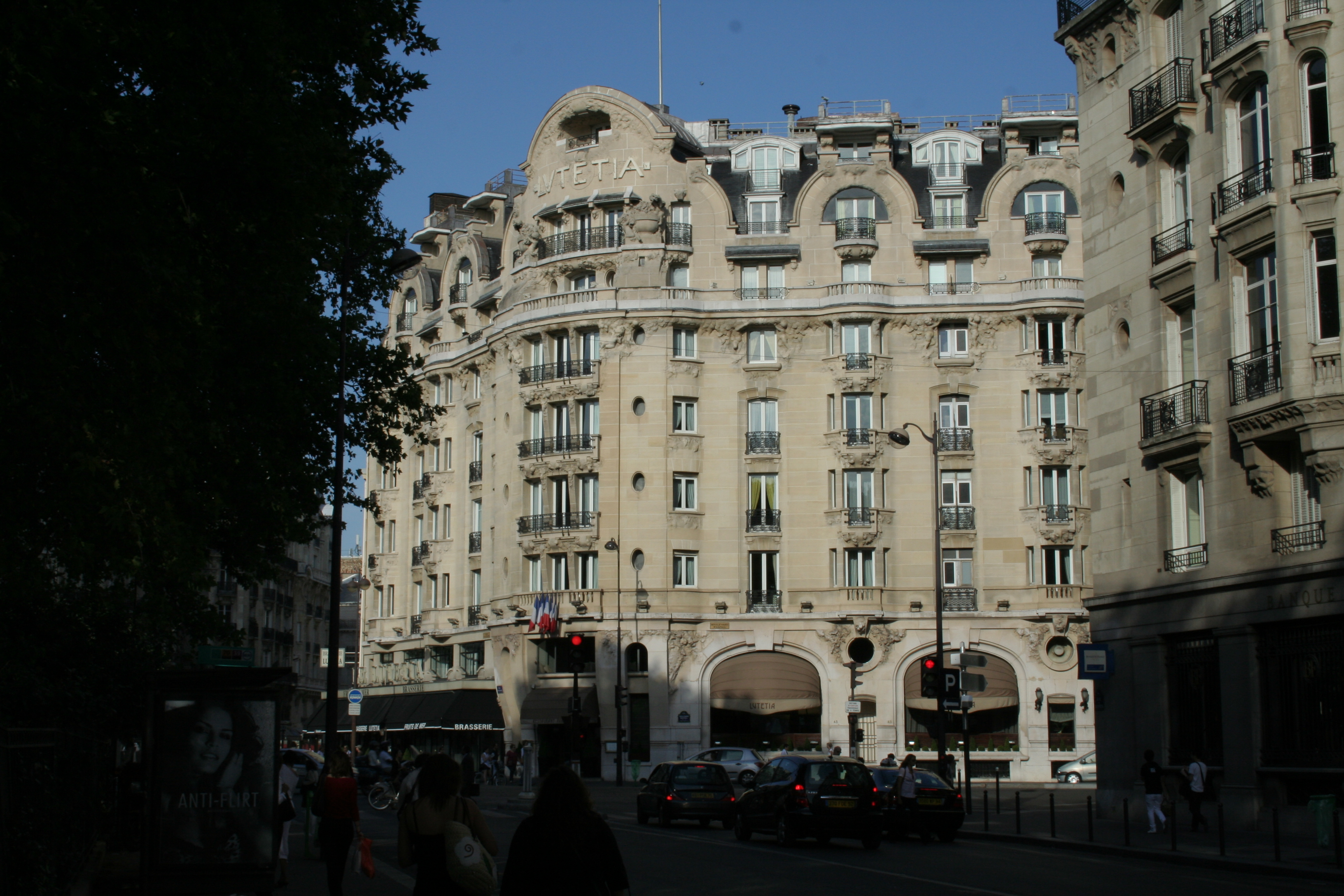
هتل لوتسیا
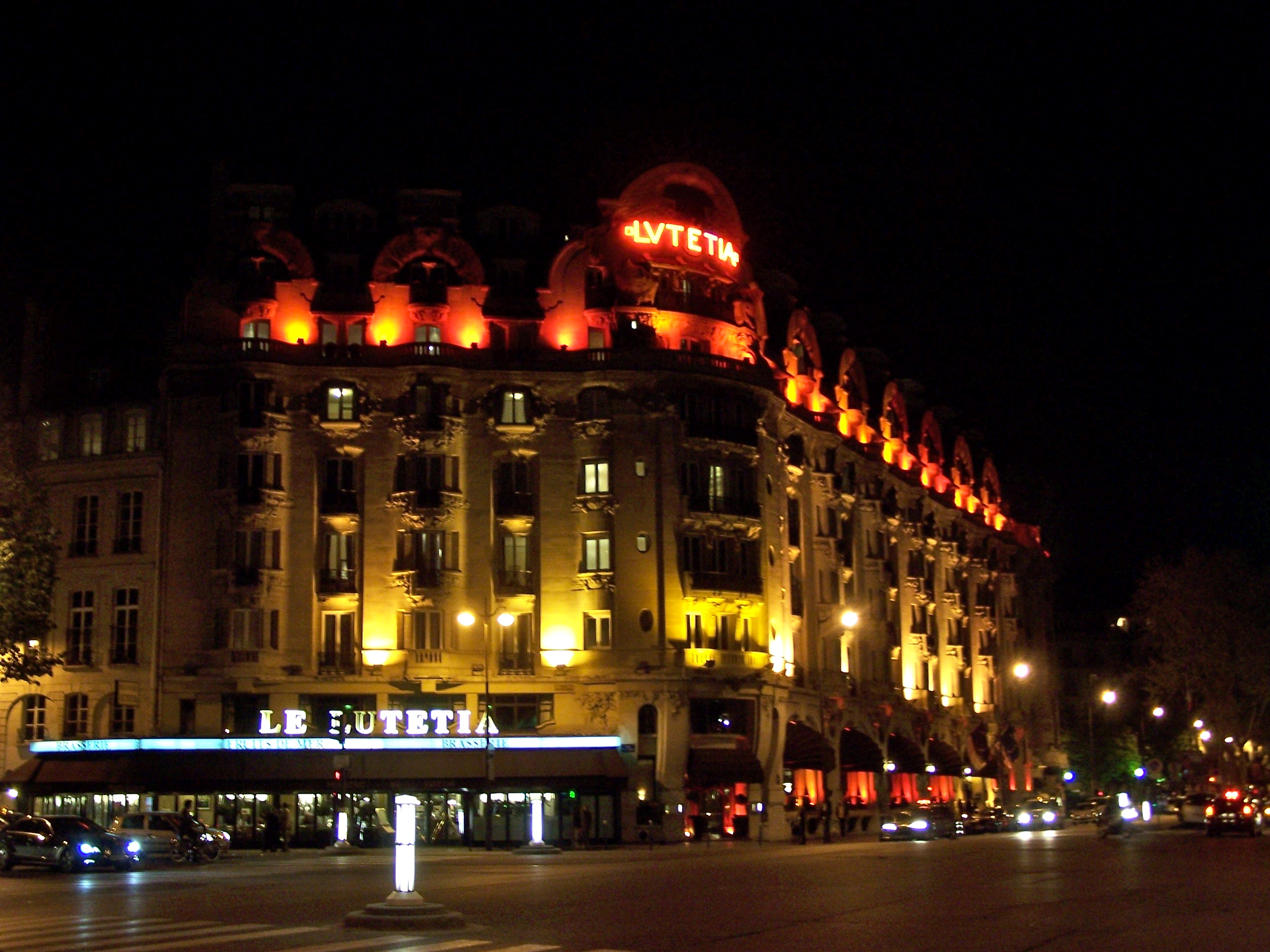
هتل لوتسیا در شب
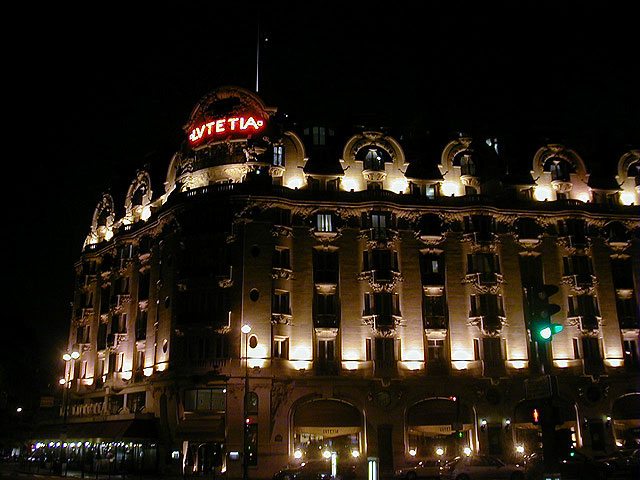
هتل لوتسیا در شب
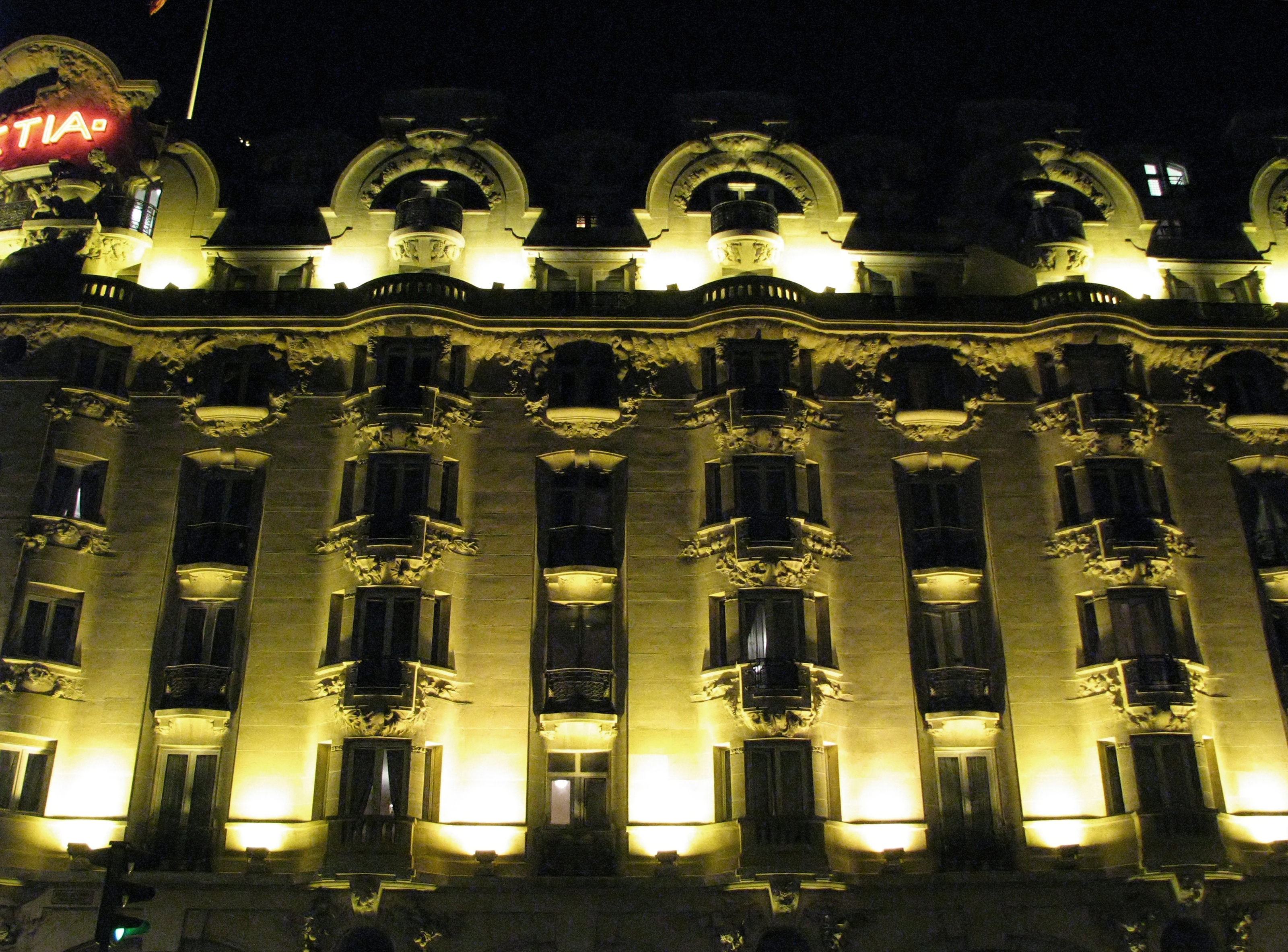
هتل لوتسیا در شب
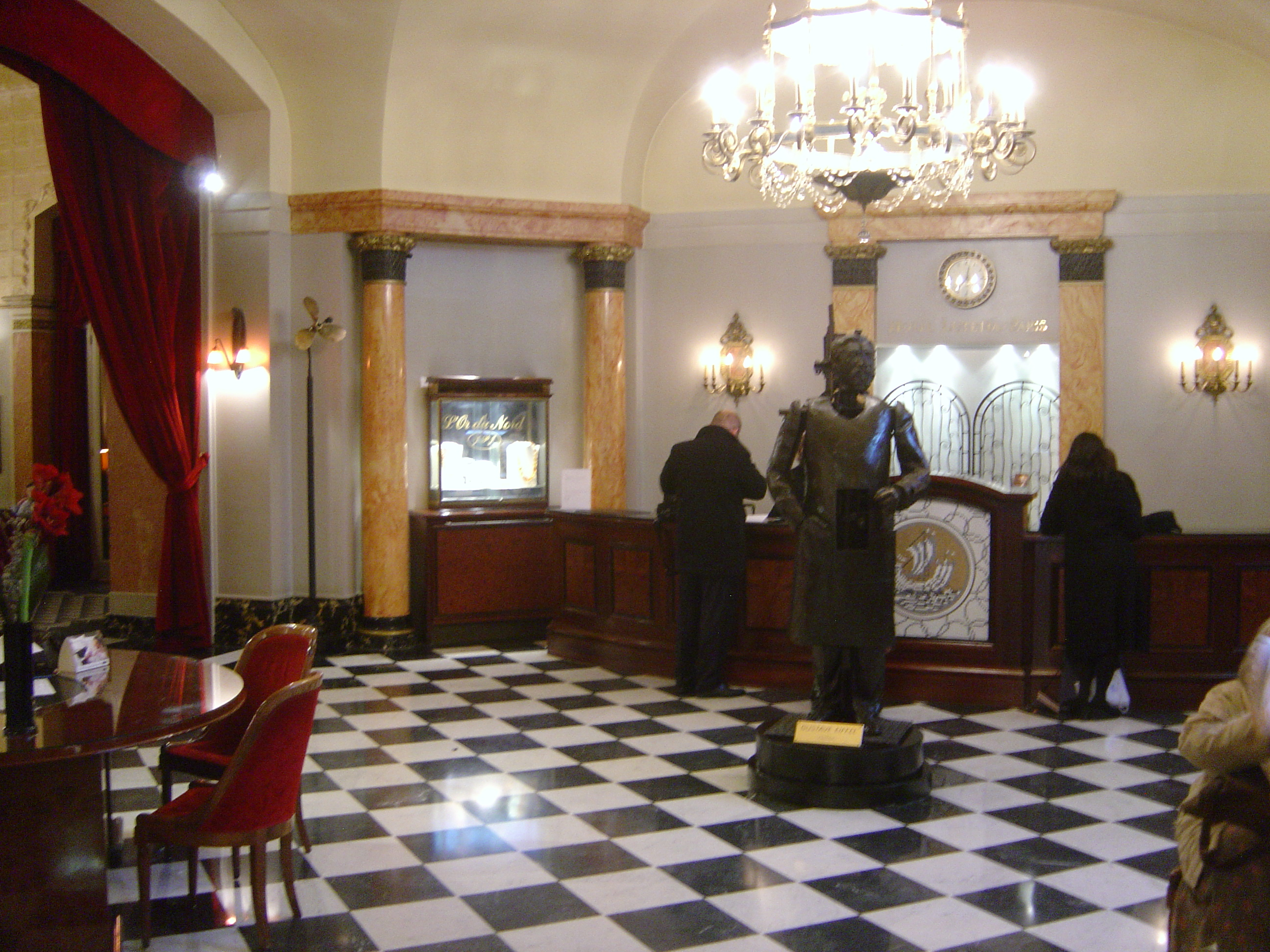
لابی هتل لوتسیا
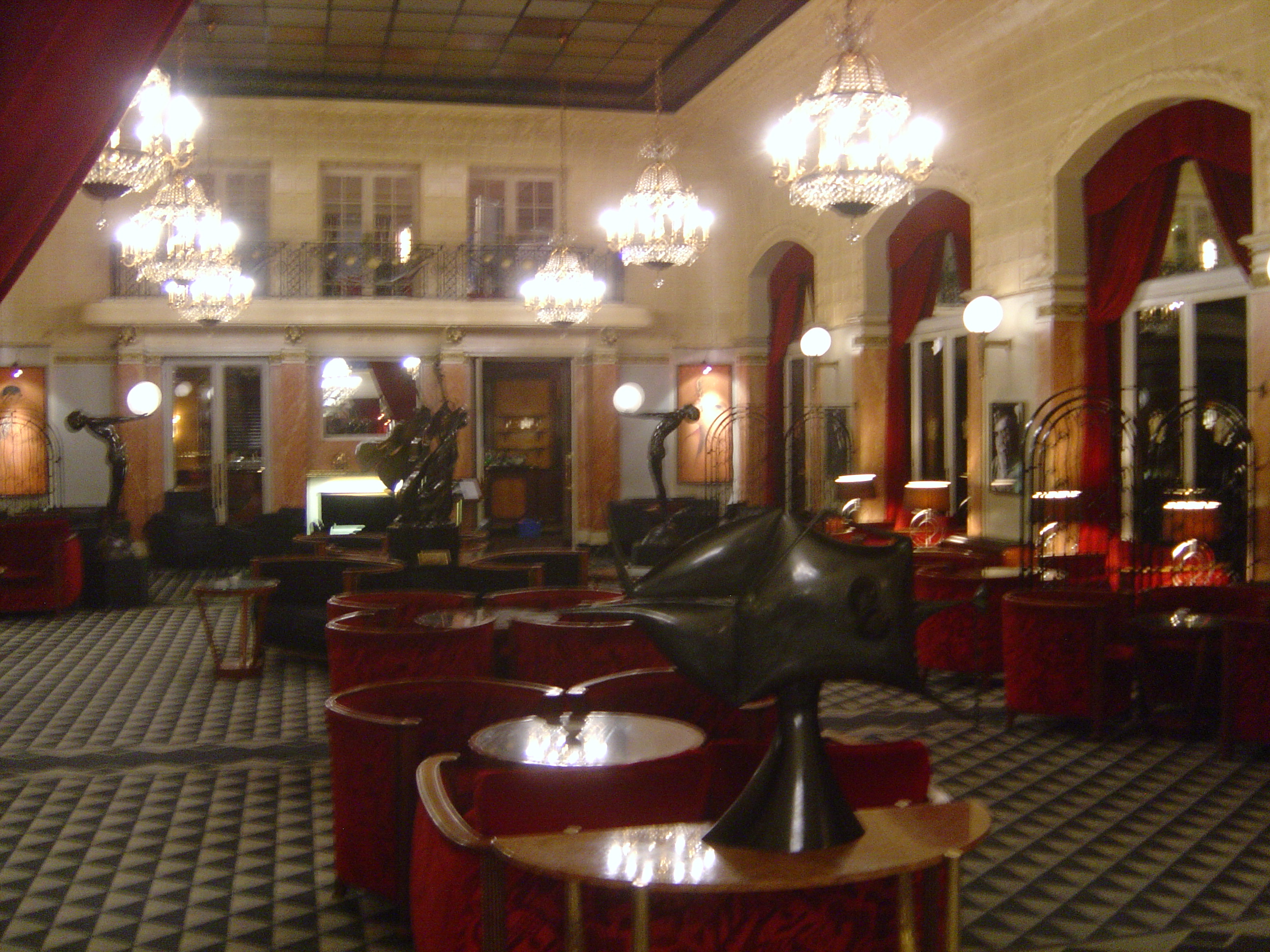
سرسرای هتل لوتسیا
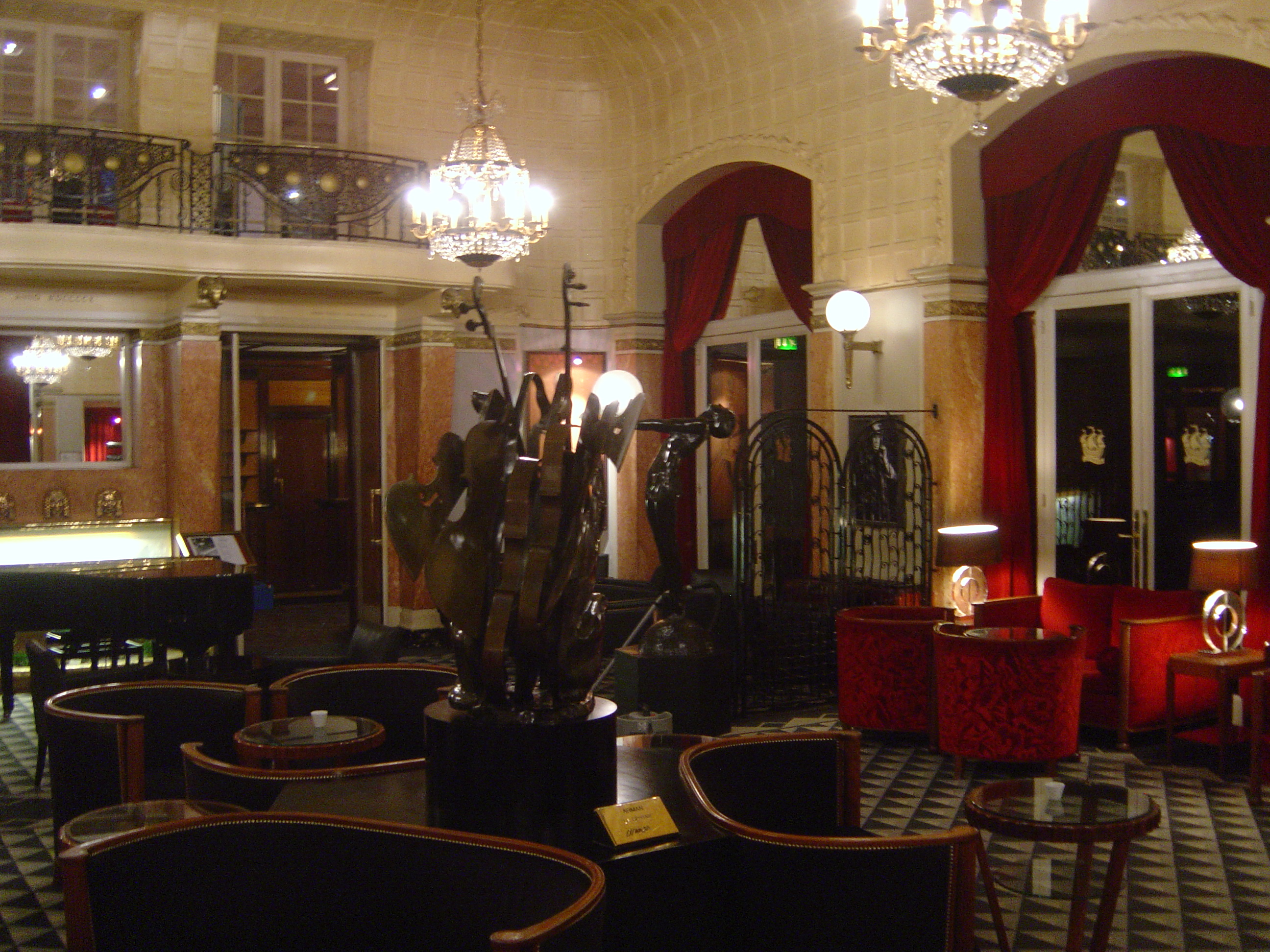
سرسرای هتل لوتسیا
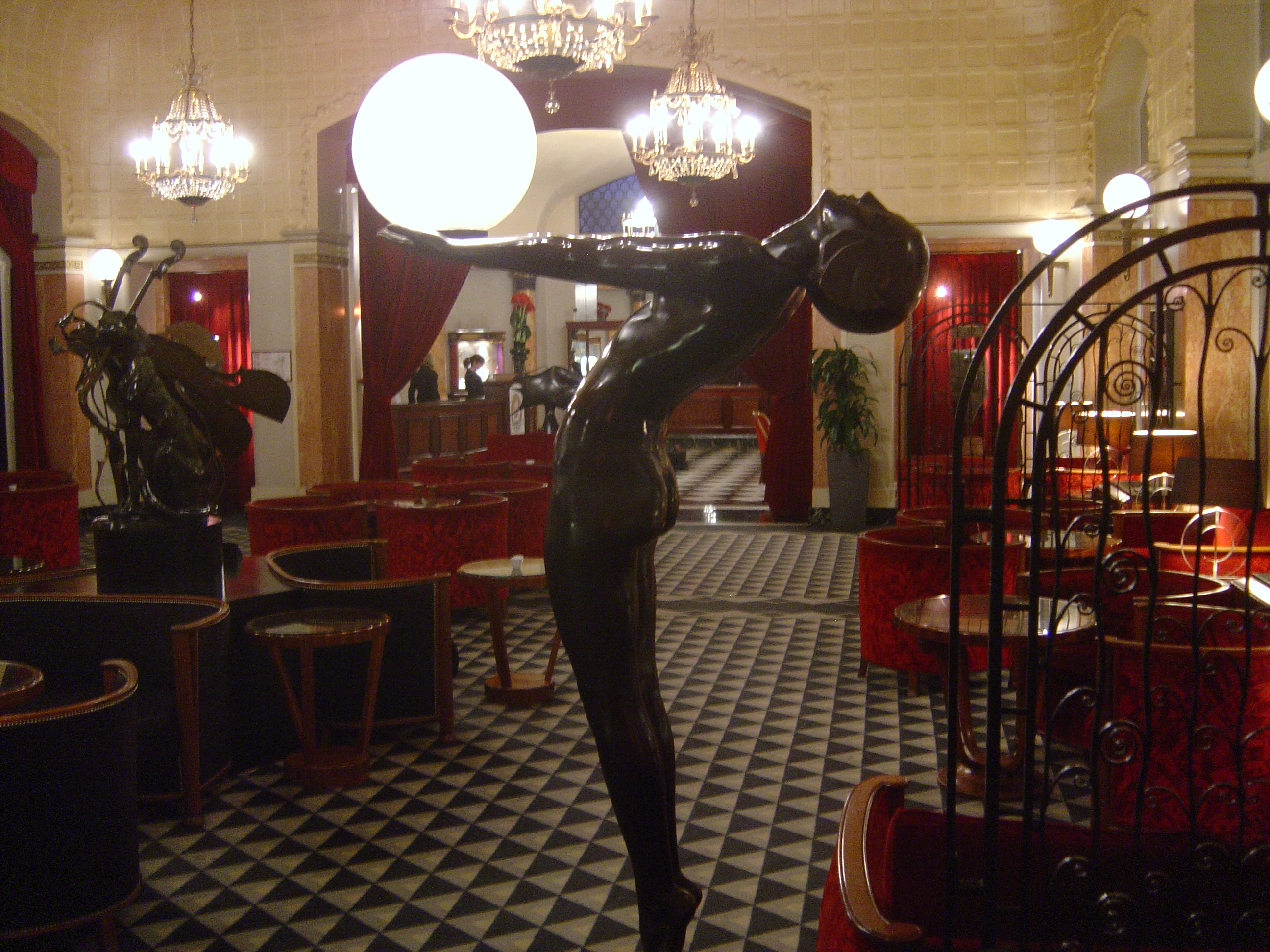
سرسرای هتل لوتسیا
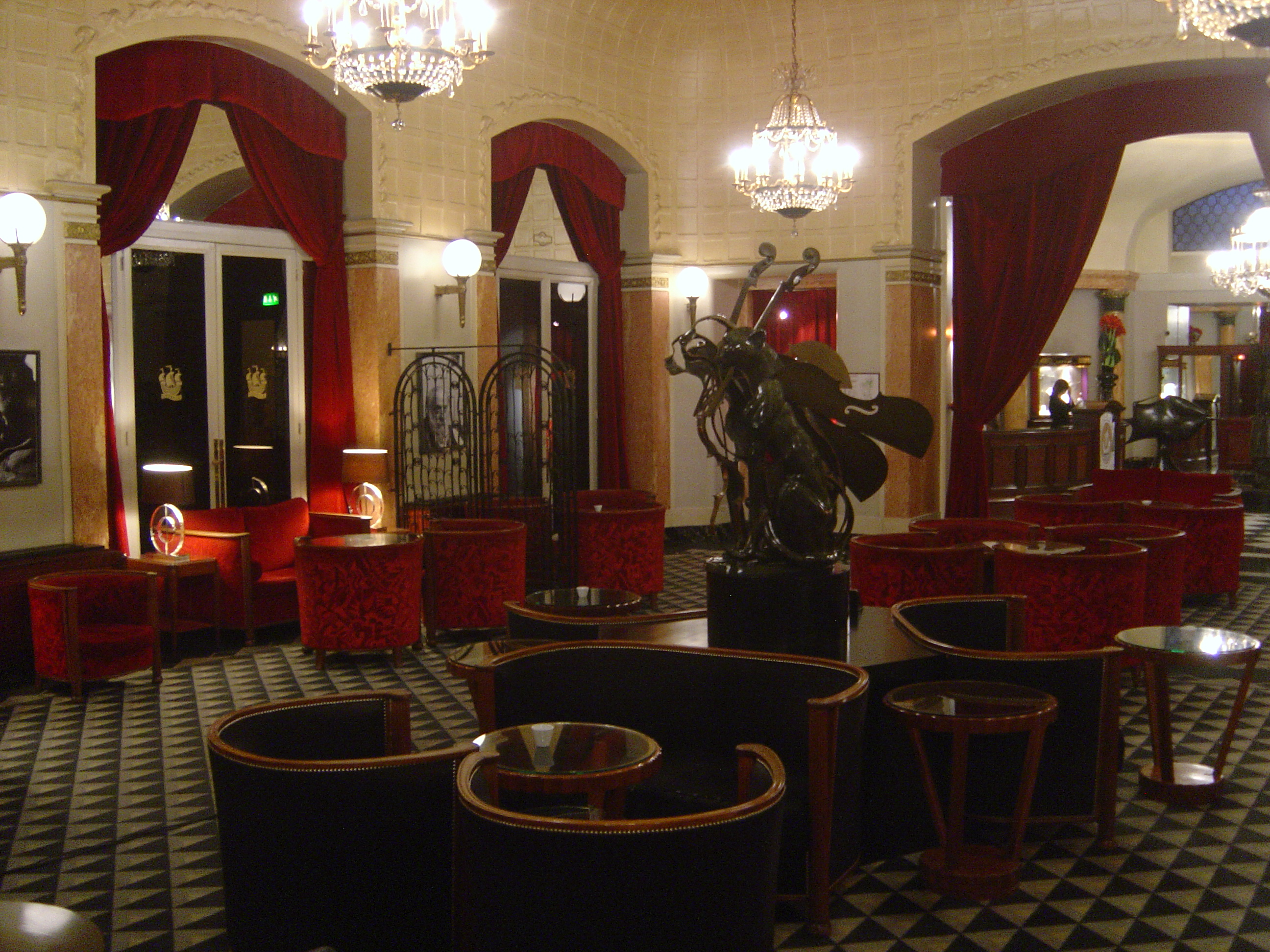
سرسرای هتل لوتسیا
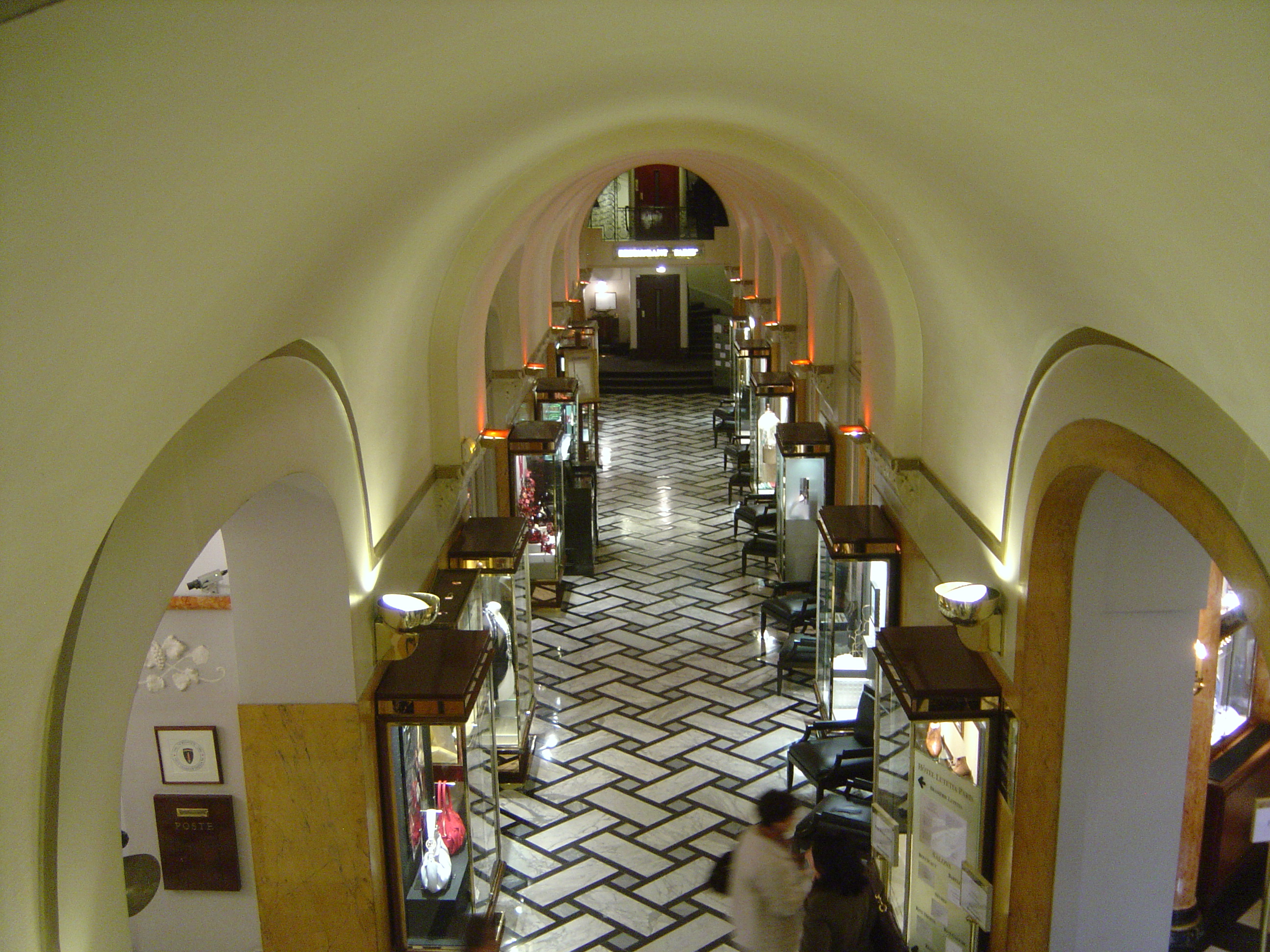
فضای داخلی هتل لوتسیا
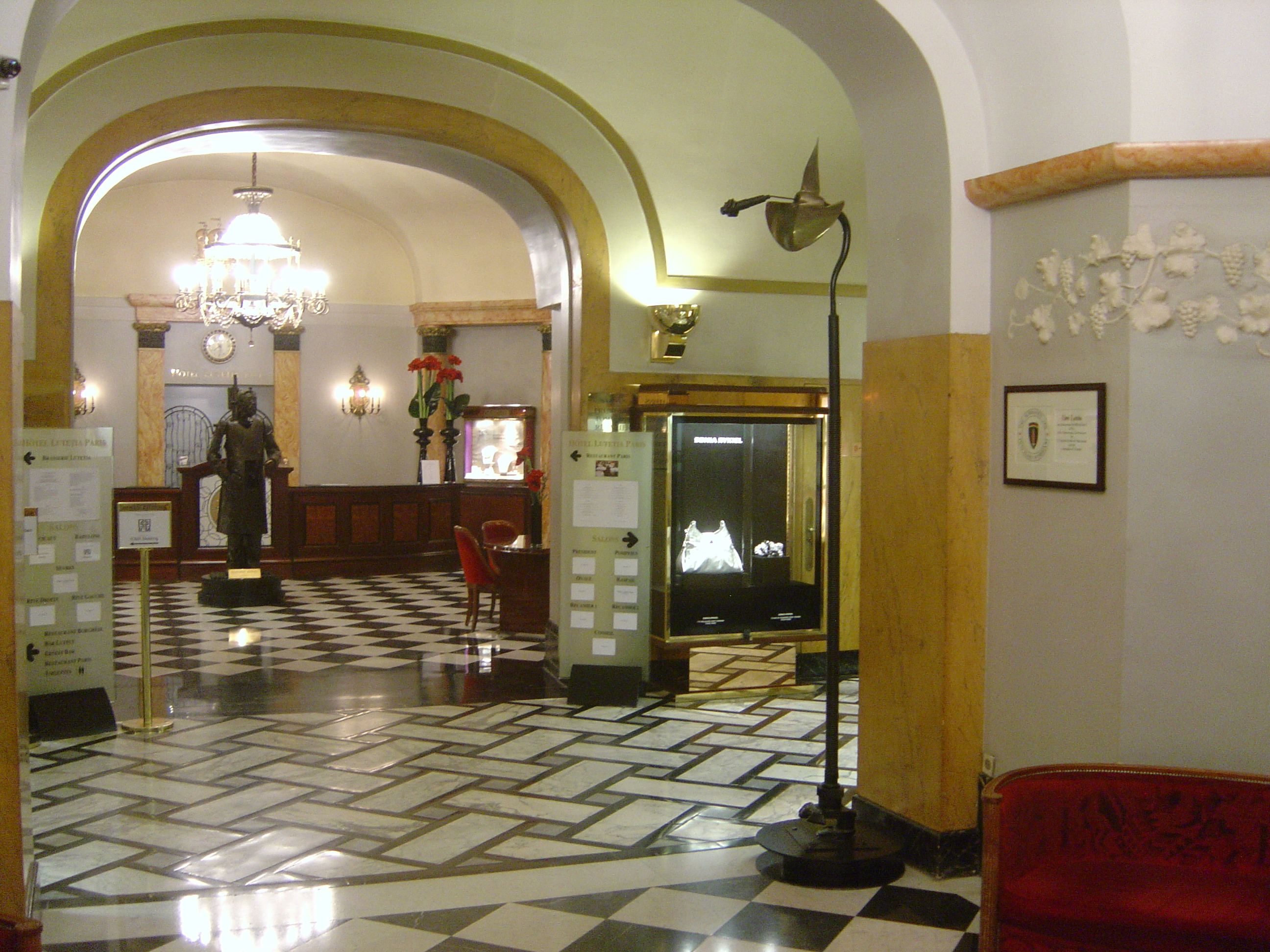
فضای داخلی هتل لوتسیا
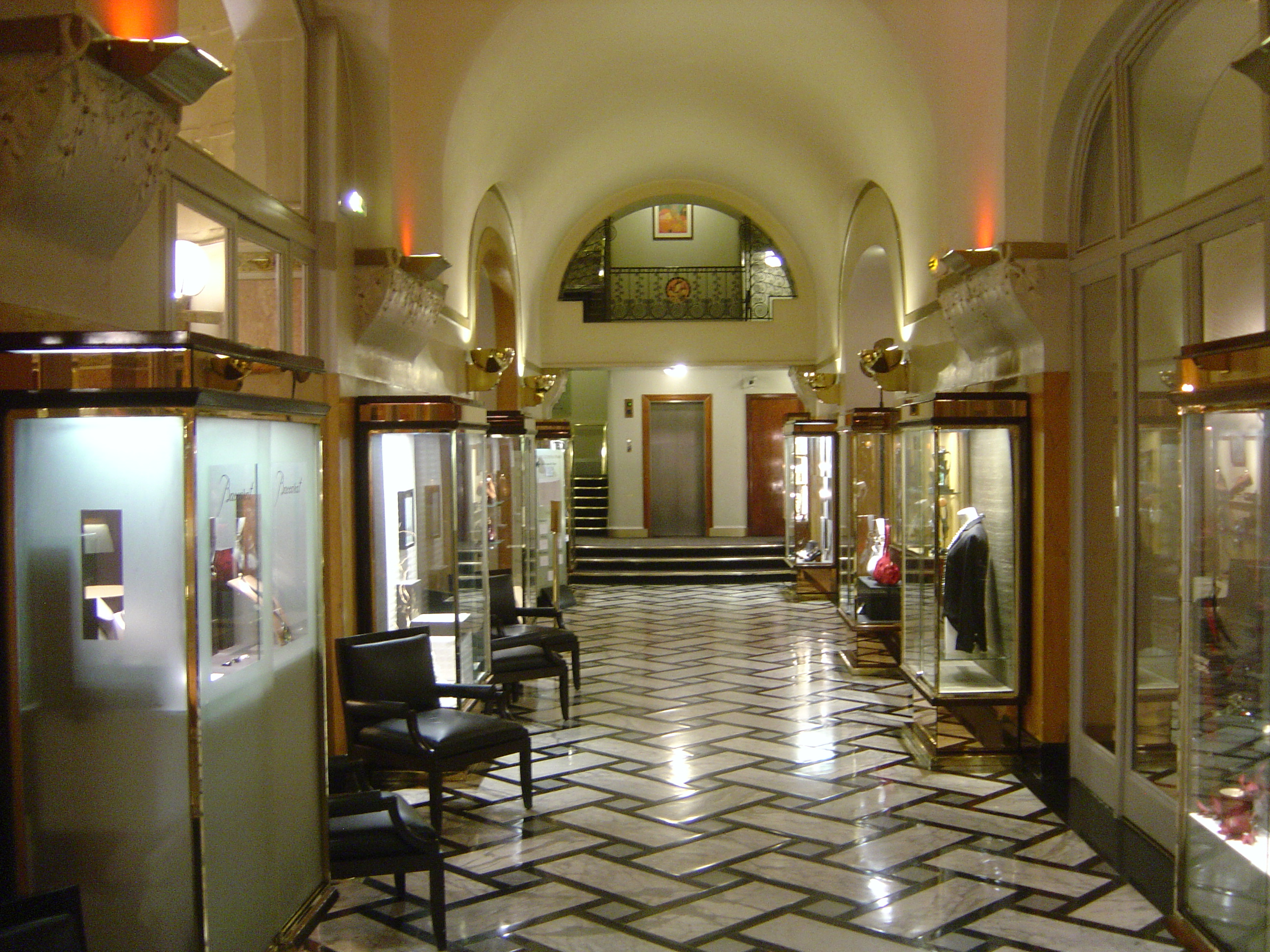
فضای داخلی هتل لوتسیا
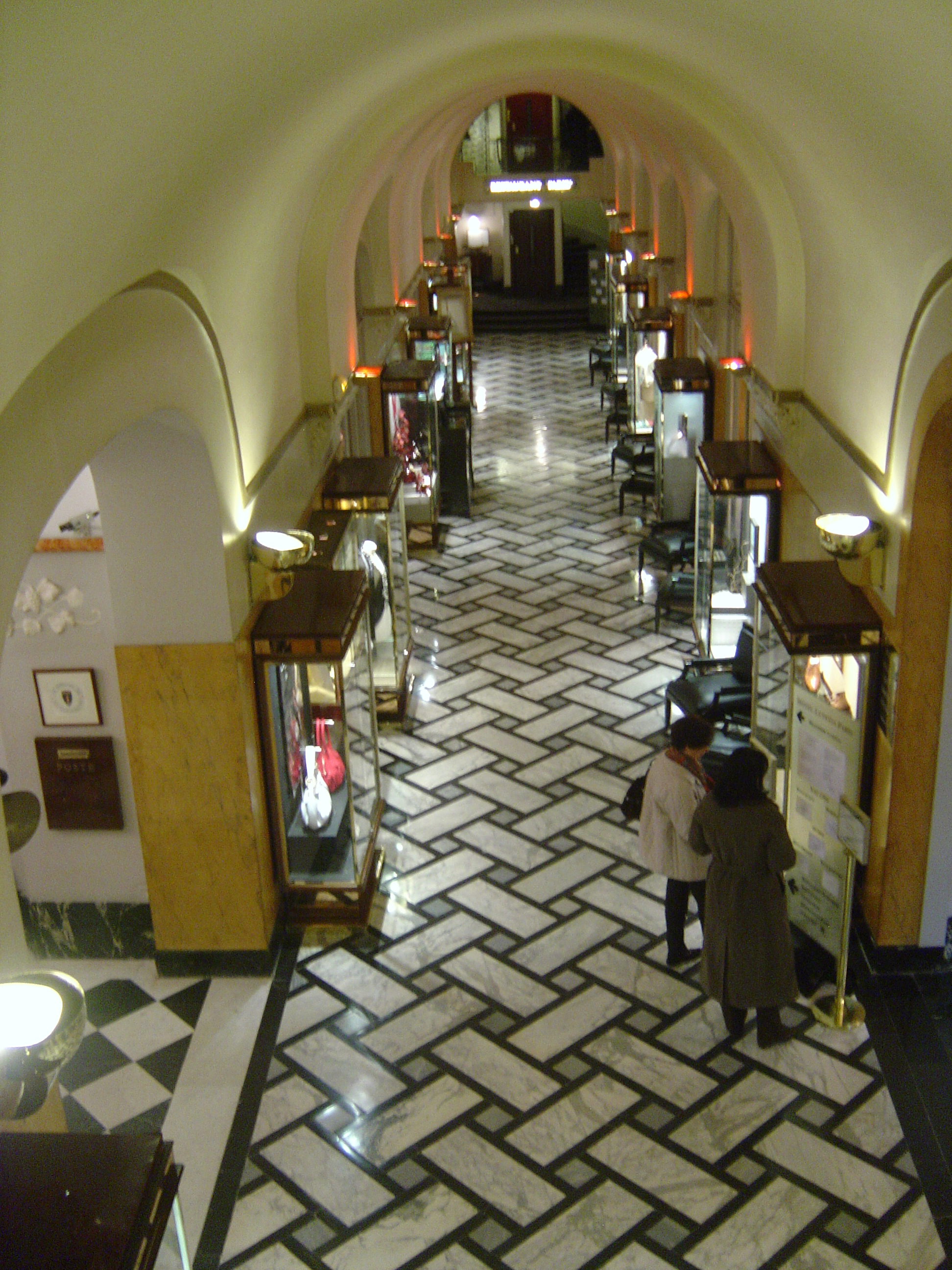
فضای داخلی هتل لوتسیا
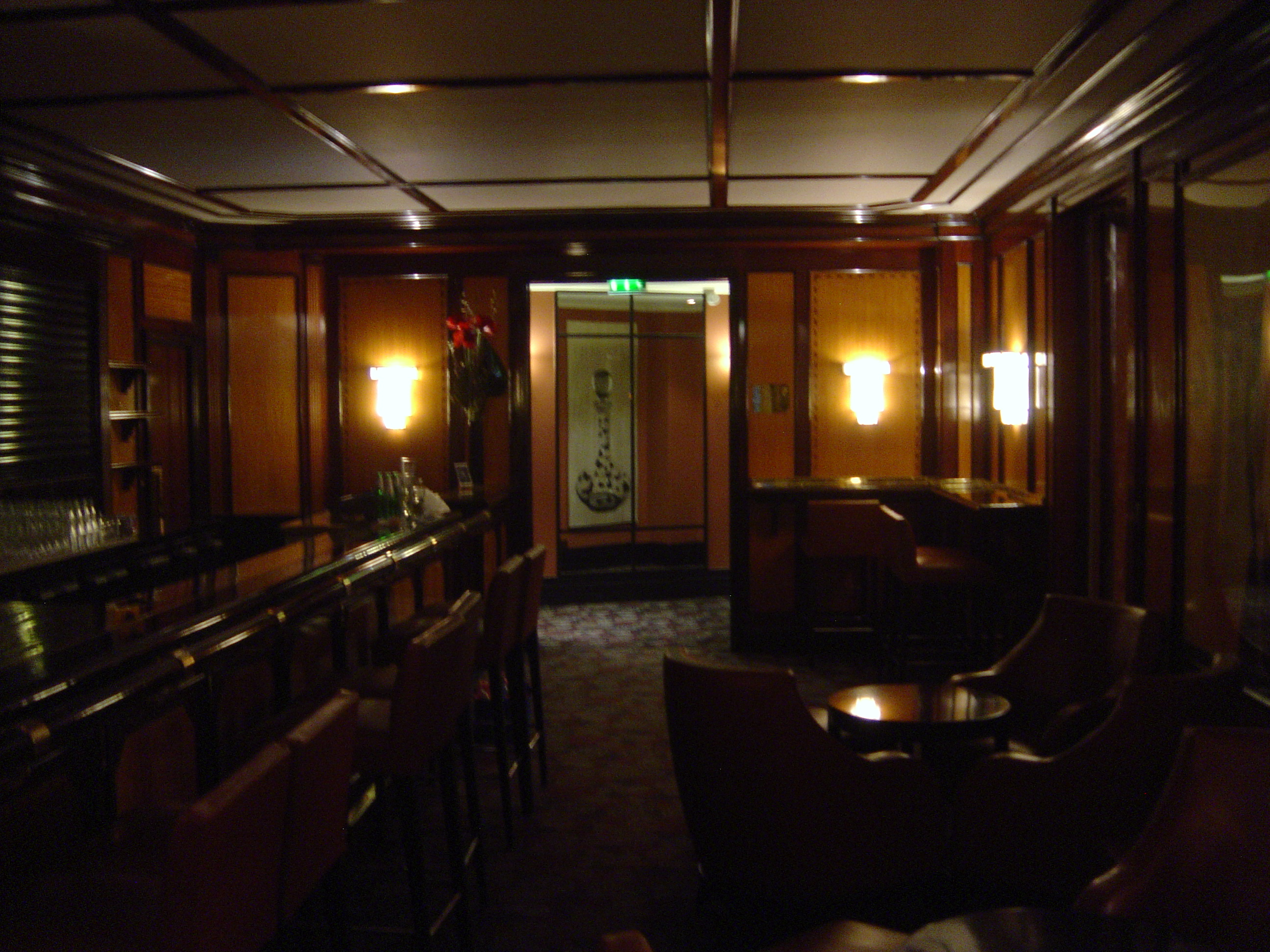
بار هتل لوتسیا
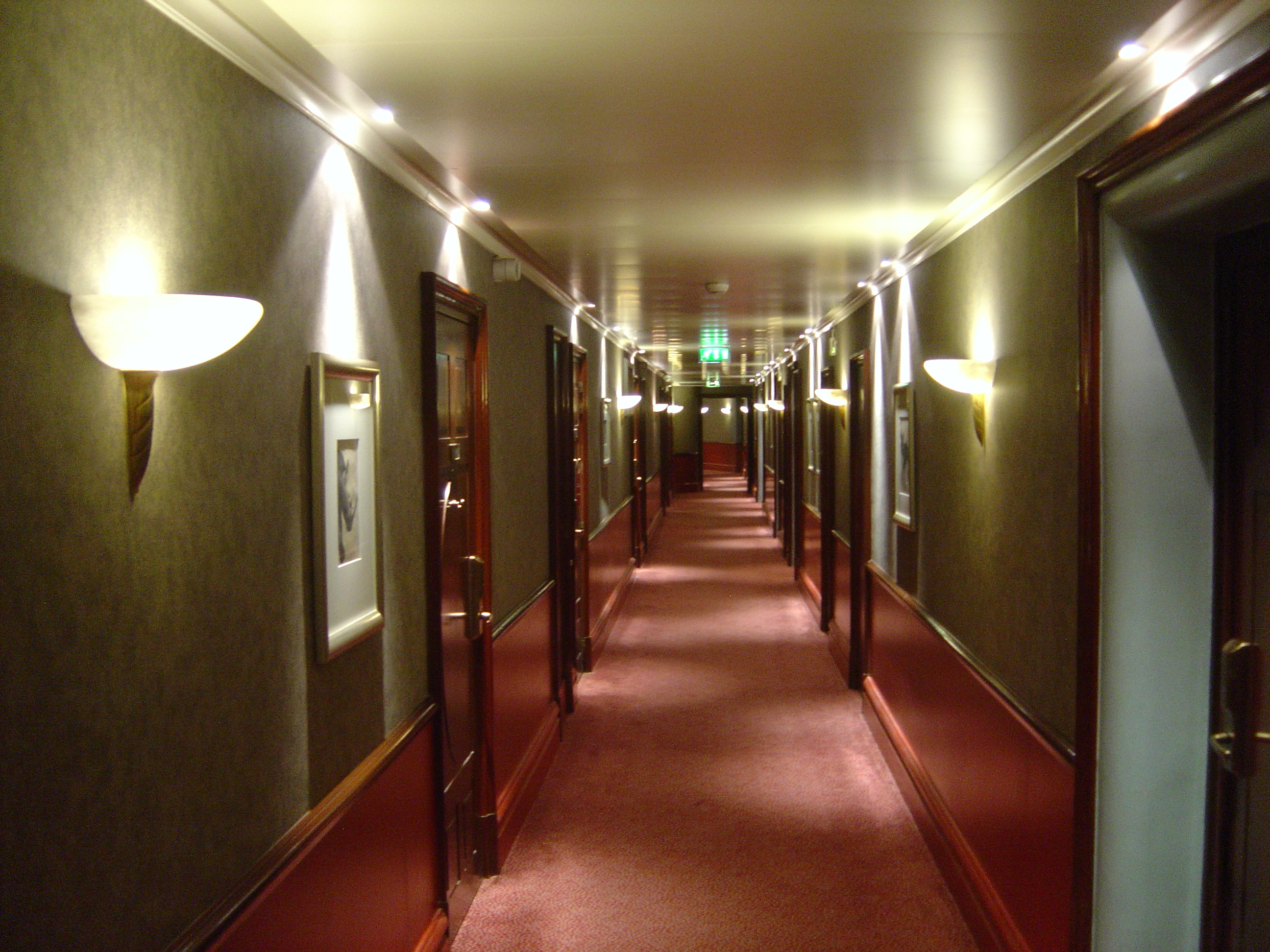
راهرو هتل لوتسیا